# The Addams Family: Pugsley's Scavenger Hunt
The Addams Family: Pugsley's Scavenger Hunt és un videojoc llançat per Ocean el 1993. Està basat en la segona part de la saga Família Addams.
Va ser llançat en tres sistemes de Nintendo:
- Super NES al febrer del 1993
- Game Boy al juliol del 1993
- NES a l'agost del 1993

La versió de la Game Boy va ser portada a terme per Enigma Variations Ltd.